# Christen Smith

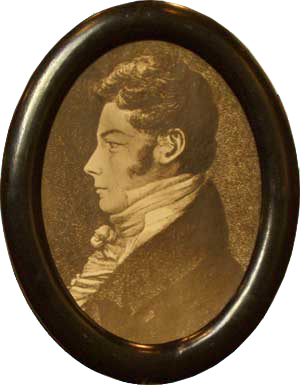
Christen Smith, Porträt

Christen Smith (* 17. Oktober 1785 in Skoger bei Drammen, Dänemark-Norwegen; † 22. September 1816 am Fluss Kongo) war ein norwegischer Botaniker und Forschungsreisender. Sein botanisches Autorenkürzel lautet „C.Sm.“; früher war auch das Kürzel „Chr.Sm.“ in Gebrauch.

## Leben und Wirken
Christen Smith war der Sohn eines norwegischen Gutsbesitzers. Er wurde zunächst in Kongsberg ausgebildet und studierte anschließend an der Universität Kopenhagen Medizin. Nach seinem Abschluss arbeitete er von 1810 bis 1811 am Frederiks Krankenhaus von Kopenhagen. Während seines Studiums begann Smith sich unter dem Einfluss von Martin Vahl und Jens Wilken Hornemann für Botanik zu interessieren. Gemeinsam mit Hornemann und Morten Wormskjold unternahm er 1808 eine Exkursion in die norwegischen Berge, die er aufgrund des ausgebrochenen Dänisch-Schwedischen Krieges allein fortsetzte und während der er zahlreiche neue Moose und andere Pflanzen sammelte, die ihn in naturwissenschaftlichen Kreisen bekannt machten. Im Sommer 1812  unternahm er mit Joakim Frederik Schouw eine zweite Exkursion in die nahezu unerforschten Berge der Regionen Telemark und Hallingdal, die seinen Ruf als Naturforscher weiter festigte.
1814 wurde er als Professor für Botanik und Landwirtschaft an die Universität Oslo berufen. Kurze Zeit zuvor hatte Smith nach dem Tod seines Vaters etwas Vermögen geerbt, das er zum Studium der Natur in anderen Ländern einsetzen wollte. Seine erste Auslandsreise führte ihn nach Großbritannien, das er bis Ende des Jahres ausgiebig bereiste. Im Haus von Joseph Banks lernte Smith zahlreiche führende Naturforscher kennen, darunter den Geologen Leopold von Buch. Gemeinsam mit von Buch plante Smith eine Reise nach Madeira und die Kanarischen Inseln.
Von Portsmouth aus segelten beide an Bord der William and Mary nach  Madeira, wo sie am 21. April 1815 in Funchal anlandeten. Nach einem zweiwöchigen Aufenthalt verließen sie am 2. Mai 1815 Madeira mit dem Ziel La Orotava auf der kanarischen Insel Teneriffa, wo sie drei Tage später eintrafen. Bei der Besteigung des Teide erkannte Smith, dass es sich bei dem Kiefernbewuchs um eine noch unbeschriebene Art handeln müsse, die er als Kanarische Kiefer bezeichnete. Von San Cristóbal de La Laguna aus unternahmen beide zahlreiche Exkursionen in die Umgebung, bei denen Smith unter anderem zahlreiche sukkulente Pflanzen sammelte, darunter Sempervivum urbicum, Sempervivum aureum und Aichryson punctatum. Von Santa Cruz aus setzen sie ihre Reise mit einem Besuch der Insel Gran Canaria fort. Smith sammelte hier die bislang unbekannten Pflanzenarten Hypericum coadunatum und Micromeria lanata. Nach einem Aufenthalt auf Lanzarote verließen sie am 27. Oktober 1815 die Kanarischen Inseln und kehrten nach Großbritannien zurück.
Schon bald nach seiner Rückkehr wurde Smith von Joseph Banks gebeten, an der Expedition von James Kingston Tuckey teilzunehmen, der mit dem Dampfschiff H.M.S Congo den Fluss Kongo erforschen sollte. Während dieser Reise erkrankte Smith schwer und starb am 22. September 1816. Die von ihm geplante Aufbereitung des während der Reise zu den Kanarischen Inseln gesammelten Pflanzenmaterials übernahmen nach seinem Tod unter anderem Heinrich Friedrich Link, Christoph Friedrich Otto, Christian Gottfried Daniel Nees von Esenbeck und Augustin Pyramus de Candolle. Der Großteil des Herbariums von Smith befindet sich im British Museum.

## Ehrungen
Augustin Pyramus de Candolle benannte 1824 ihm zu Ehren die Gattung Christiana der Malvengewächse. Zahlreiche Pflanzenarten sind nach ihm benannt, beispielsweise Bystropogon smithii, Dactylis smithii und Polycarpaea smithii.

## Schriften
Posthum wurden veröffentlicht:
- Narrative of an expedition to explore the river Zaire, usually called the Congo: in South Africa, in 1816, under the direction of Captain J.K. Tuckey, R.N. To which is added, the journal of Professor Smith; and some general observations on the country and its inhabitants. J. Murray: London 1818 (online).
- Professor C. Smith's Dagbog paa en reise til Congo i Afrika. Christiania 1819.
- Professor Christen Smiths Dagbog paa Reisen til de Canariske Øer i 1815. Christiania 1889 (Herausgegeben von Frantz Casper Kiær).
- Narrative of an expedition to explore the river Zaire, usually called the Congo: in South Africa, in 1816, under the direction of Captain J.K. Tuckey, R.N. To which is added, the journal of Professor Smith; and some general observations on the country and its inhabitants. J. Murray, London 1818, S. LXII–LXXI (online).

## Nachweise

## Weiterführende Literatur
- Preben Munthe: Christen Smith: botaniker og økonom. Aschehoug, Oslo 2004, ISBN 82-03-22965-4.